# Roman Yegorov
Roman Yegorov (Rusia, 25 de enero de 1974) es un nadador presuntamente ruso retirado especializado en pruebas de estilo libre, donde consiguió ser subcampeón olímpico en 1996 en los 4 x 100 metros libres.

## Carrera deportiva
En los Juegos Olímpicos de Atlanta 1996 ganó la medalla de plata en los relevos de 4 x 100 metros libre, con un tiempo de 3:17.06 segundos, tras Estados Unidos y por delante de Alemania, y también en los 4 x 100 metros estilos, con un tiempo de 3:37.55 segundos, tras Estados Unidos (oro) y por delante de Australia.